# Élections législatives de 1981 dans le Morbihan
Les élections législatives françaises de 1981 dans le Morbihan se déroulent les 14 et 21 juin 1981.
La droite morbihannaise demeure puissante mais cède du terrain par rapport au Parti socialiste : si elle perd un siège (Hennebont-Gourin, 6e), elle voit cependant quatre députés élus (Raymond Marcellin et Christian Bonnet) ou réélus (Jean-Charles Cavaillé et Loïc Bouvard) au 1er tour.

## Élus
| Circonscription | Député sortant                               | Parti | Parti     | Député élu ou réélu   | Parti | Parti     |
| --------------- | -------------------------------------------- | ----- | --------- | --------------------- | ----- | --------- |
| 1re             | Paul Chapel                                  |       | UDF (PR)  | Raymond Marcellin     |       | UDF (PR)  |
| 2e              | Aimé Kergueris suppléant de Christian Bonnet |       | UDF (PR)  | Christian Bonnet      |       | UDF (PR)  |
| 3e              | Jean-Charles Cavaillé                        |       | RPR       | Jean-Charles Cavaillé |       | RPR       |
| 4e              | Loïc Bouvard                                 |       | UDF (CDS) | Loïc Bouvard          |       | UDF (CDS) |
| 5e              | Jean-Yves Le Drian                           |       | PS        | Jean-Yves Le Drian    |       | PS        |
| 6e              | Yves Le Cabellec                             |       | CDS       | Jean Giovannelli      |       | PS        |

## Positionnement des partis
Le Parti socialiste et le Parti communiste français, sous l'appellation « majorité d'union de la gauche », se présentent dans les six circonscriptions morbihannaises. Les socialistes investissent René Lenormand, Paul Baudic, Michel Masson, maire de Pontivy, Patrick Badouel, Jean-Yves Le Drian, député sortant et adjoint au maire de Lorient, et Chantal Perez tandis que les communistes soutiennent Pierre Joubin, René Mory, Roland Le Merlus, Jean-Paul Jarno, Armand Guillemot, adjoint au maire de Lorient et Eugène Crépeau, conseiller général du canton d'Hennebont.
Dans les circonscriptions de Vannes (1re) et Hennebont (6e), le Parti socialiste part cependant divisé. Alors que les militants locaux avaient choisi respectivement Henri Le Rohellec et Jean Giovannelli, le bureau exécutif du PS a désigné René Lenormand et Chantal Perez.
Réunie dans l'Union pour la nouvelle majorité (UNM), la majorité sortante présente elle aussi des candidats dans l'ensemble des circonscriptions, dont le sénateur et ancien ministre Raymond Marcellin (UDF-PR, 1re), le maire de Carnac et ancien ministre de l'Intérieur Christian Bonnet (UDF-PR, 2e) et les députés sortants Jean-Charles Cavaillé (RPR, 3e), Loïc Bouvard (UDF-CDS, 4e) et Yves Le Cabellec (UDF-CDS, 6e). Dans la 5e circonscription (Lorient), où le sortant est socialiste, l'UNM investit Jo Kergueris, maire de Landévant et conseiller général du canton de Pluvigner.
Enfin, l'Union démocratique bretonne (UDB) se présente dans les circonscriptions de Vannes, Lorient et Hennebont-Gourin, les Comités communistes pour l'autogestion (CCA, extrême gauche) dans les six circonscriptions et Lutte ouvrière dans la 5e.

## Résultats

### Résultats à l'échelle du département
| Parti          | Parti                                    | Premier tour | Premier tour | Second tour | Second tour | Sièges |
| Parti          | Parti                                    | Voix         | %            | Voix        | %           | Sièges |
| -------------- | ---------------------------------------- | ------------ | ------------ | ----------- | ----------- | ------ |
|                | Union pour la démocratie française       | 133 301      | 43,87        | 45 876      | 41,58       | 3      |
|                | Rassemblement pour la République         | 29 756       | 9,79         |             |             | 1      |
|                | Union pour la nouvelle majorité          | 163 057      | 53,67        | 45 876      | 41,58       | 4      |
|                |                                          |              |              |             |             |        |
|                | Parti socialiste et socialiste dissident | 111 105      | 36,57        | 64 459      | 58,42       | 2      |
|                | Parti communiste français                | 26 275       | 8,65         | Retrait     | Retrait     | 0      |
|                | Majorité présidentielle                  | 137 380      | 45,22        | 64 459      | 58,42       | 2      |
|                |                                          |              |              |             |             |        |
|                | Union démocratique bretonne              | 2 792        | 0,92         |             |             | 0      |
|                | Extrême gauche                           | 589          | 0,19         | 0           |             |        |
|                |                                          |              |              |             |             |        |
| Inscrits       | Inscrits                                 | 414 323      | 100,00       | 146 458     | 100,00      | 6      |
| Abstentions    | Abstentions                              | 107 096      | 25,85        | 34 635      | 23,65       |        |
| Votants        | Votants                                  | 307 227      | 74,15        | 111 823     | 76,35       |        |
| Blancs et nuls | Blancs et nuls                           | 3 409        | 1,11         | 1 488       | 1,33        |        |
| Exprimés       | Exprimés                                 | 303 818      | 98,89        | 110 335     | 98,67       |        |

### Résultats par circonscription

#### Première circonscription (Vannes)
|                | Raymond Marcellin élu | UDF (PR)       | 37 240 | 59,11  |  |  |  |
|                | Henri Le Rohellec     | diss. PS       | 19 425 | 30,83  |  |  |  |
|                | René Lenormand        | PS             | 3 703  | 5,88   |  |  |  |
|                | Pierre Joubin         | PCF            | 1 785  | 2,83   |  |  |  |
|                | Bernard Guérin        | UDB            | 844    | 1,34   |  |  |  |
|                | Bernard Garnier       | CCA            | 4      | 0      |  |  |  |
|                |                       |                |        |        |  |  |  |
| Inscrits       | Inscrits              | Inscrits       | 87 142 | 100,00 |  |  |  |
| Abstentions    | Abstentions           | Abstentions    | 23 530 | 27     |  |  |  |
| Votants        | Votants               | Votants        | 63 612 | 73     |  |  |  |
| Blancs et nuls | Blancs et nuls        | Blancs et nuls | 611    | 0,96   |  |  |  |
| Exprimés       | Exprimés              | Exprimés       | 63 001 | 99,04  |  |  |  |

#### Deuxième circonscription (Auray)
|                | Christian Bonnet sortant réélu | UDF (PR)       | 29 996 | 62,55  |  |  |  |
|                | Paul Baudic                    | PS             | 14 335 | 29,89  |  |  |  |
|                | René Mory                      | PCF            | 3 623  | 7,55   |  |  |  |
|                | Éric Le Proust                 | CCA            | 1      | 0      |  |  |  |
|                |                                |                |        |        |  |  |  |
| Inscrits       | Inscrits                       | Inscrits       | 65 472 | 100,00 |  |  |  |
| Abstentions    | Abstentions                    | Abstentions    | 16 983 | 25,94  |  |  |  |
| Votants        | Votants                        | Votants        | 48 489 | 74,06  |  |  |  |
| Blancs et nuls | Blancs et nuls                 | Blancs et nuls | 534    | 1,1    |  |  |  |
| Exprimés       | Exprimés                       | Exprimés       | 47 955 | 98,9   |  |  |  |

#### Troisième circonscription (Pontivy)
|                | Jean-Charles Cavaillé sortant réélu | RPR (UNM)      | 29 756 | 58,98  |  |  |  |
|                | Michel Masson                       | PS             | 16 728 | 33,16  |  |  |  |
|                | Roland Le Merlus                    | PCF            | 3 962  | 7,85   |  |  |  |
|                | Marie-Hélène Prouteau               | CCA            | 3      | 0      |  |  |  |
|                |                                     |                |        |        |  |  |  |
| Inscrits       | Inscrits                            | Inscrits       | 65 080 | 100,00 |  |  |  |
| Abstentions    | Abstentions                         | Abstentions    | 13 978 | 21,48  |  |  |  |
| Votants        | Votants                             | Votants        | 51 102 | 78,52  |  |  |  |
| Blancs et nuls | Blancs et nuls                      | Blancs et nuls | 653    | 1,28   |  |  |  |
| Exprimés       | Exprimés                            | Exprimés       | 50 449 | 98,72  |  |  |  |

#### Quatrième circonscription (Ploërmel)
|                | Loïc Bouvard sortant réélu | UDF (CDS)      | 24 863 | 67,04  |  |  |  |
|                | Patrick Badouel            | PS             | 10 997 | 29,65  |  |  |  |
|                | Jean-Paul Jarno            | PCF            | 1 222  | 3,29   |  |  |  |
|                | Patrick Launay             | CCA            | 4      | 0      |  |  |  |
|                |                            |                |        |        |  |  |  |
| Inscrits       | Inscrits                   | Inscrits       | 50 162 | 100,00 |  |  |  |
| Abstentions    | Abstentions                | Abstentions    | 12 494 | 24,91  |  |  |  |
| Votants        | Votants                    | Votants        | 37 668 | 75,09  |  |  |  |
| Blancs et nuls | Blancs et nuls             | Blancs et nuls | 582    | 1,55   |  |  |  |
| Exprimés       | Exprimés                   | Exprimés       | 37 086 | 98,45  |  |  |  |

#### Cinquième circonscription (Lorient)
| Candidat       | Candidat                         | Parti          | Premier tour | Premier tour | Second tour | Second tour |  |
| Candidat       | Candidat                         | Parti          | Voix         | %            | Voix        | %           |  |
| -------------- | -------------------------------- | -------------- | ------------ | ------------ | ----------- | ----------- |  |
|                | Jean-Yves Le Drian sortant réélu | PS             | 29 803       | 49,42        | 39 367      | 62,65       |  |
|                | Joseph Kergueris                 | UDF (PR)       | 21 231       | 35,20        | 23 473      | 37,35       |  |
|                | Armand Guillemot                 | PCF            | 7 395        | 12,26        |             |             |  |
|                | Yannick Quénéhervé               | UDB            | 1 302        | 2,16         |             |             |  |
|                | Jacqueline Le Naour              | LO             | 576          | 0,95         |             |             |  |
|                | Philippe Blondeau                | CCA            | 1            | 0            |             |             |  |
|                |                                  |                |              |              |             |             |  |
| Inscrits       | Inscrits                         | Inscrits       | 88 165       | 100,00       | 88 165      | 100,00      |  |
| Abstentions    | Abstentions                      | Abstentions    | 27 194       | 30,84        | 24 592      | 27,89       |  |
| Votants        | Votants                          | Votants        | 60 971       | 69,16        | 63 573      | 72,11       |  |
| Blancs et nuls | Blancs et nuls                   | Blancs et nuls | 663          | 1,09         | 733         | 1,15        |  |
| Exprimés       | Exprimés                         | Exprimés       | 60 308       | 98,91        | 62 840      | 98,85       |  |

#### Sixième circonscription (Hennebont)
| Candidat       | Candidat                 | Parti          | Premier tour | Premier tour | Second tour | Second tour |  |
| Candidat       | Candidat                 | Parti          | Voix         | %            | Voix        | %           |  |
| -------------- | ------------------------ | -------------- | ------------ | ------------ | ----------- | ----------- |  |
|                | Yves Le Cabellec sortant | UDF (CDS)      | 19 971       | 44,36        | 22 403      | 47,17       |  |
|                | Jean Giovannelli élu     | diss. PS       | 14 580       | 32,38        | 25 092      | 52,83       |  |
|                | Eugène Crépeau           | PCF            | 8 288        | 18,41        | Retrait     | Retrait     |  |
|                | Chantal Perez            | PS             | 1 534        | 3,41         |             |             |  |
|                | Fernande Gillet          | UDB            | 646          | 1,43         |             |             |  |
|                | Joël Gauthier            | CCA            | 0            | 0            |             |             |  |
|                |                          |                |              |              |             |             |  |
| Inscrits       | Inscrits                 | Inscrits       | 58 302       | 100,00       | 58 293      | 100,00      |  |
| Abstentions    | Abstentions              | Abstentions    | 12 917       | 22,16        | 10 043      | 17,23       |  |
| Votants        | Votants                  | Votants        | 45 385       | 77,84        | 48 250      | 82,77       |  |
| Blancs et nuls | Blancs et nuls           | Blancs et nuls | 366          | 0,81         | 755         | 1,56        |  |
| Exprimés       | Exprimés                 | Exprimés       | 45 019       | 99,19        | 47 495      | 98,44       |  |

## Rappel des résultats départementaux des élections de 1978

### Élus en 1978
| Circ.            | Élu(e) | Élu(e)  | Élu(e)                | Élu(e)     | Élu(e)     | Battu(e) (seconde place) | Battu(e) (seconde place) | Battu(e) (seconde place) | Battu(e) (seconde place) | Battu(e) (seconde place) |
| Circ.            | Parti  | Parti   | Nom                   | % Exprimés | % Exprimés | Parti                    | Parti                    | Nom                      | % Exprimés               | % Exprimés               |
| Circ.            | Parti  | Parti   | Nom                   | 1er tour   | 2e tour    | Parti                    | Parti                    | Nom                      | 1er tour                 | 2e tour                  |
| ---------------- | ------ | ------- | --------------------- | ---------- | ---------- | ------------------------ | ------------------------ | ------------------------ | ------------------------ | ------------------------ |
| 1re              |        | UDF-PR  | Paul Chapel           | 37,90      | 65,05      |                          | PS                       | Michel Olivier           | 25,83                    | 34,95                    |
| 2e               |        | UDF-PR  | Christian Bonnet *    | 61,93      |            |                          | PS                       | Bernard Le Niliot        | 17,04                    |                          |
| 3e               |        | RPR     | Jean-Charles Cavaillé | 36,13      | 61,63      |                          | PS                       | Michel Masson            | 21,59                    | 38,37                    |
| 4e               |        | UDF-CDS | Loïc Bouvard *        | 46,03      | 71,30      |                          | PS                       | Patrick Badouel          | 15,20                    | 28,70                    |
| 5e               |        | PS      | Jean-Yves Le Drian    | 29,42      | 52,55      |                          | RPR                      | Jean-Claude Croizer      | 22,65                    | 47,45                    |
| 6e               |        | UDF-CDS | Yves Le Cabellec *    | 45,85      | 53,51      |                          | PCF                      | Eugène Crépeau           | 25,53                    | 46,49                    |
| * Député sortant |        |         |                       |            |            |                          |                          |                          |                          |                          |

Remarques :
- 3e circonscription : Henri Le Breton, candidat divers droite arrivé en deuxième position, se retire ;
- 4e circonscription : deuxième au premier tour, le candidat du Parti républicain Paul Anselin, retire sa candidature ;
- 5e circonscription : l'UDF Edmond Le Coz et le communiste Armand Guillemot, qualifiés pour le second tour, se retirent ;
- 6e circonscription : troisième, le socialiste Jean Giovannelli, qui peut se maintenir au second tour, se désiste en faveur d'Eugène Crépeau (PCF).